# Иоасаф I
Патриа́рх Иоаса́ф I (ум. 28 ноября (8 декабря) 1640, Москва) — епископ Русской церкви, патриарх Московский и всея Руси в 1634—1640 годах.

## Биография
По происхождению дворянин. Монашеский постриг принял в Соловецком Спасо-Преображенском монастыре, очевидно, в самом конце XVI века, при игумене Исидоре (1597—1603). В 1603 году этот соловецкий настоятель был возведён в сан Новгородского митрополита (1603—1619), и рядом с ним был монах Иоасаф.
Позднее Иоасаф стал архимандритом Псково-Печерского монастыря, откуда и был взят на Псковскую кафедру. За защиту прав Пскова против притязаний немецких торговцев у него на некоторое время были отняты патриархом «благословение и служба».

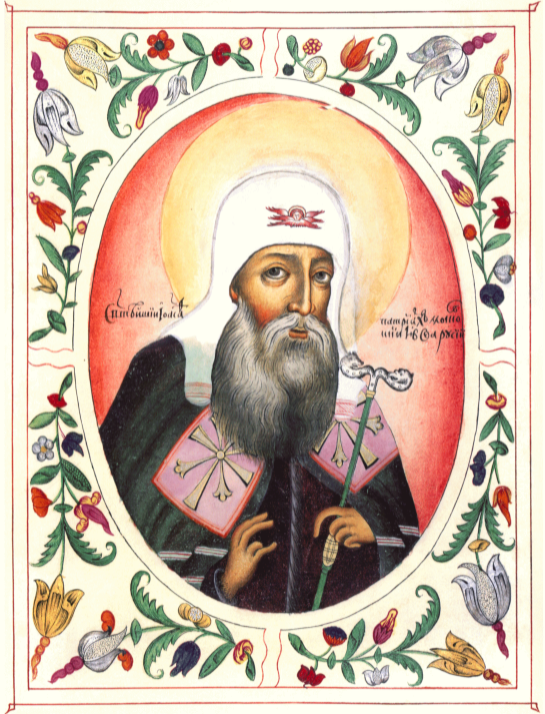
Портрет патриарха Иосафа I, редакции Царского титулярника

Во Пскове в конце 1620-х гг. по его повелению создана рукопись, содержащая перевод Толковой Псалтири, сделанный Максимом Греком. Текст Псалтири был переплетен в два тома (оба хранятся в РНБ в составе библиотеки Соловецкого монастыря под шифром Сол. 1040/1149 и Сол. 1041/1050). Книга бережно сохранялась в монастырской книжной казне с памятью о вкладчике.
Преемником патриарха Филарета царь Михаил Фёдорович и его ближайшее окружение хотели бы видеть личность менее яркую, чем почивший первосвятитель Филарет, и менее склонную к политической активности. Иоасафа избрал своим преемником сам патриарх Филарет.
Избран на патриарший престол соборно 1 февраля 1634 года.
Имя патриарха не значилось, как это было раньше, рядом с именем царя в государственных актах.
Одним из первых его дел в качестве патриарха было жестокое наказание архиепископа Суздальского Иосифа Курцевича, киевлянина по происхождению, за его недостойное сана поведение в епархии.
Большое внимание уделял вопросам приведения в порядок богослужения Русской церкви. В 1636 году им издана обширная «память» поповским старостам о прекращении разных «нестроений», допускавшихся при богослужении и в жизни духовенства. Для прекращения споров о местах между иерархами Иоасаф издал «Лествицу властям», в которой указывается, в каком порядке епископы, а за ними и архимандриты, должны занимать места при богослужении и на Соборах. При Иоасафе  продолжалось исправление и издание богослужебных книг, которых им было напечатано 23 названия. За его короткое правление были основаны три монастыря и восстановлены пять прежних, закрывшихся ранее.
Скончался 28 ноября (8 декабря) 1640 года и по традиции был погребён в Успенском соборе Московского Кремля.